# Tall Huzan
Tall Huzan (arab. تلحوذان) – miejscowość w Syrii, w muhafazie Aleppo. W 2004 roku liczyła 4356 mieszkańców.